# Maesopsis eminii
Maesopsis eminii là một loài thực vật có hoa trong họ Táo. Loài này được Engl. mô tả khoa học đầu tiên năm 1895.

## Hình ảnh

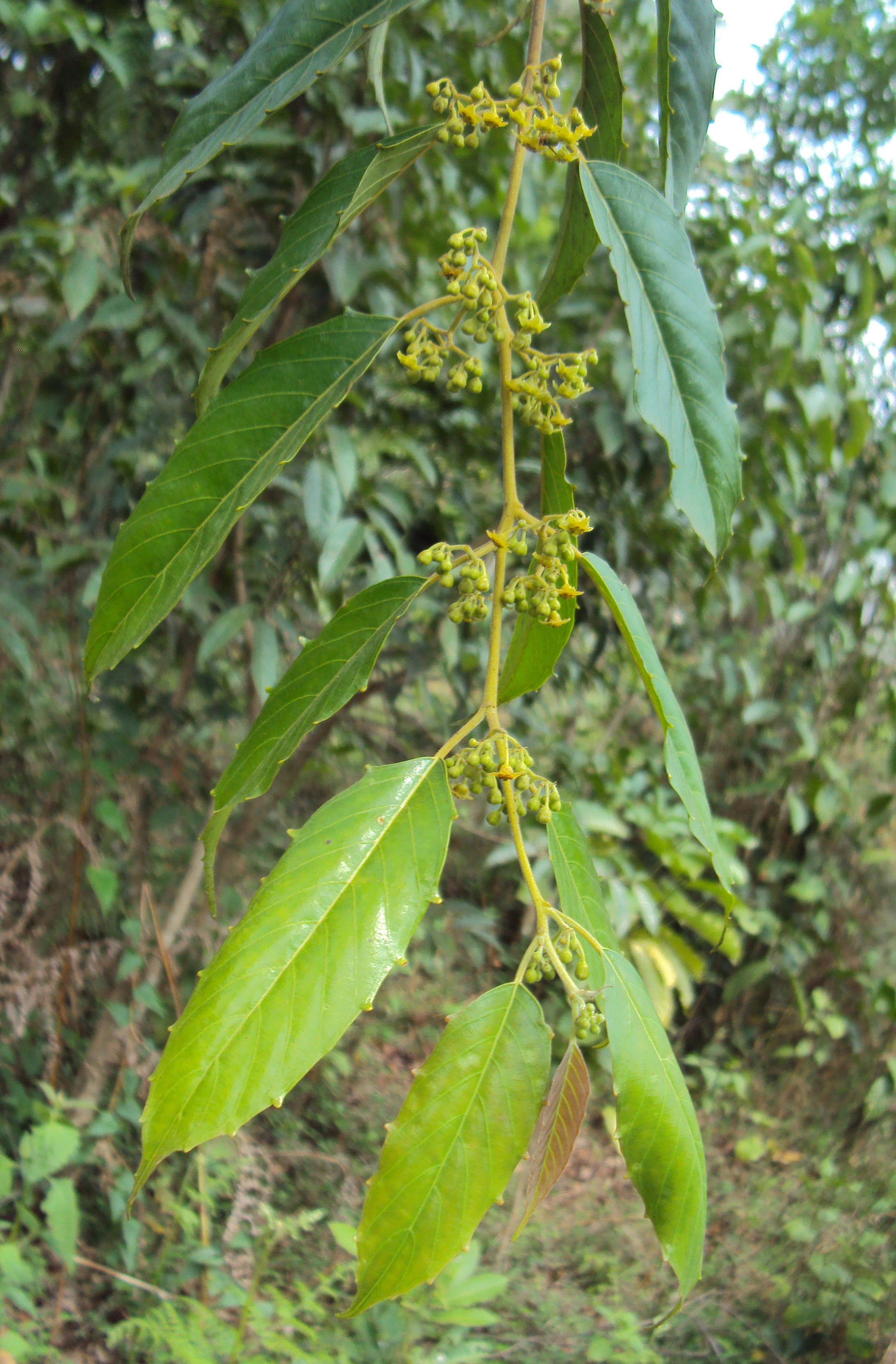
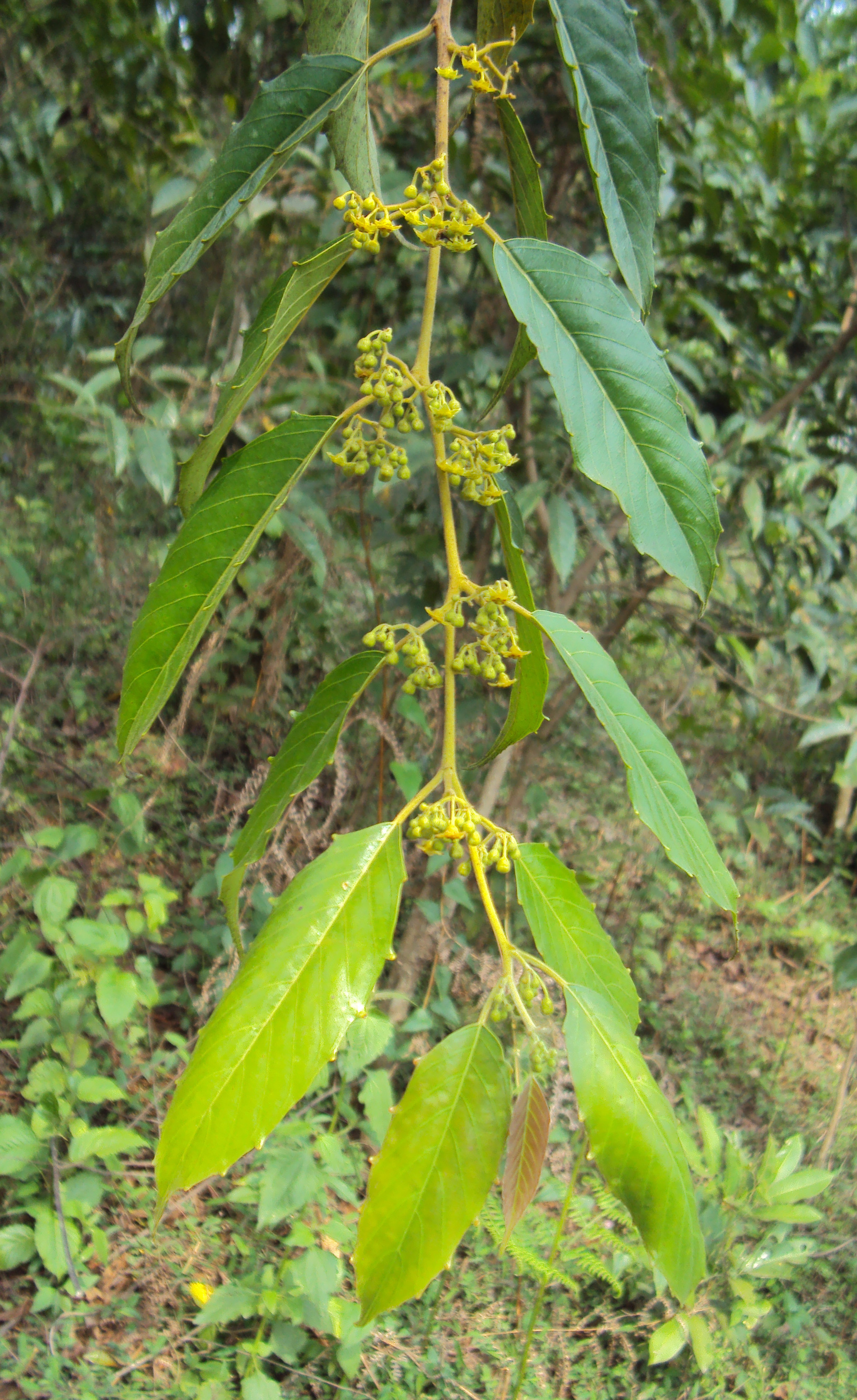
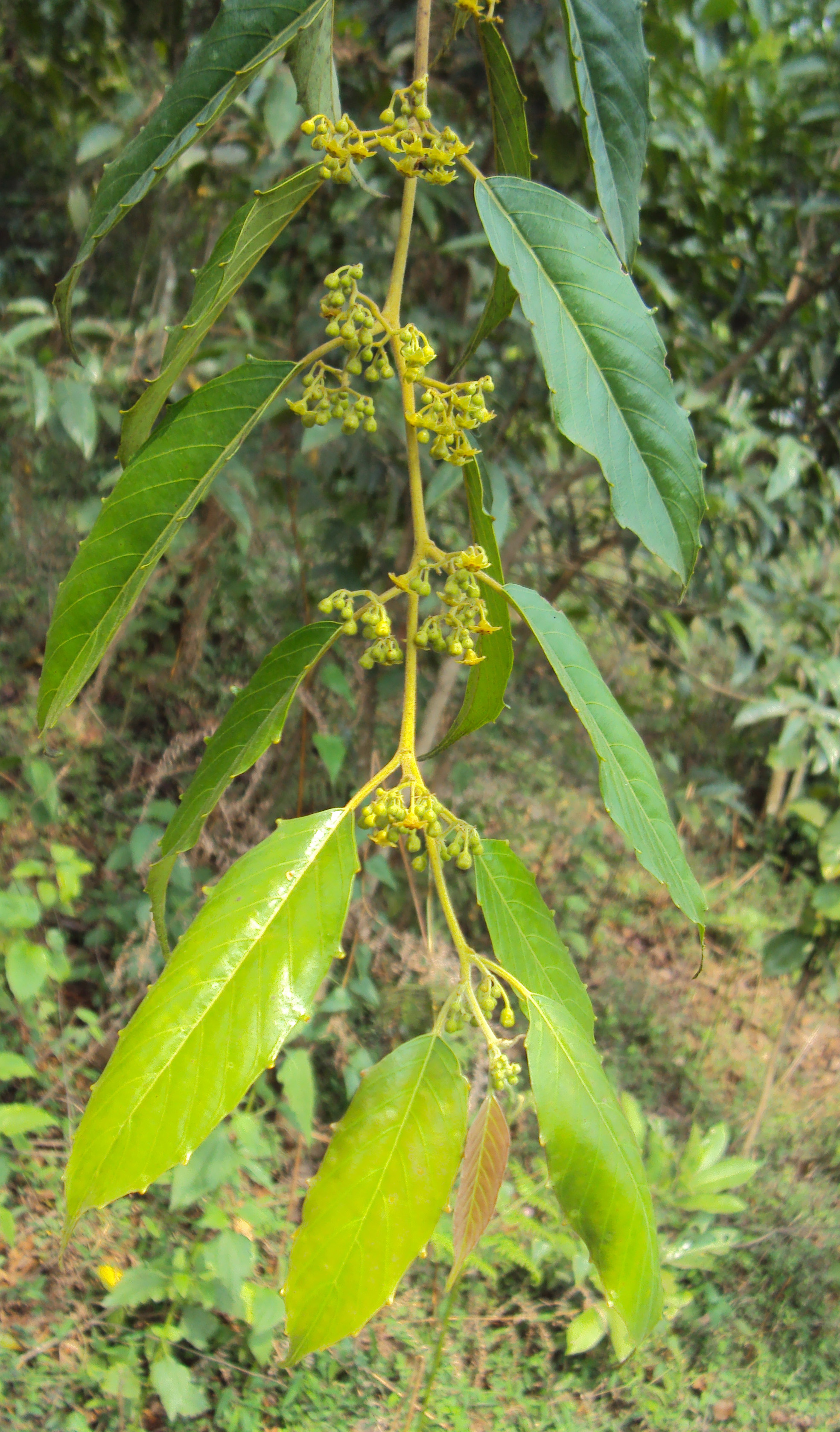
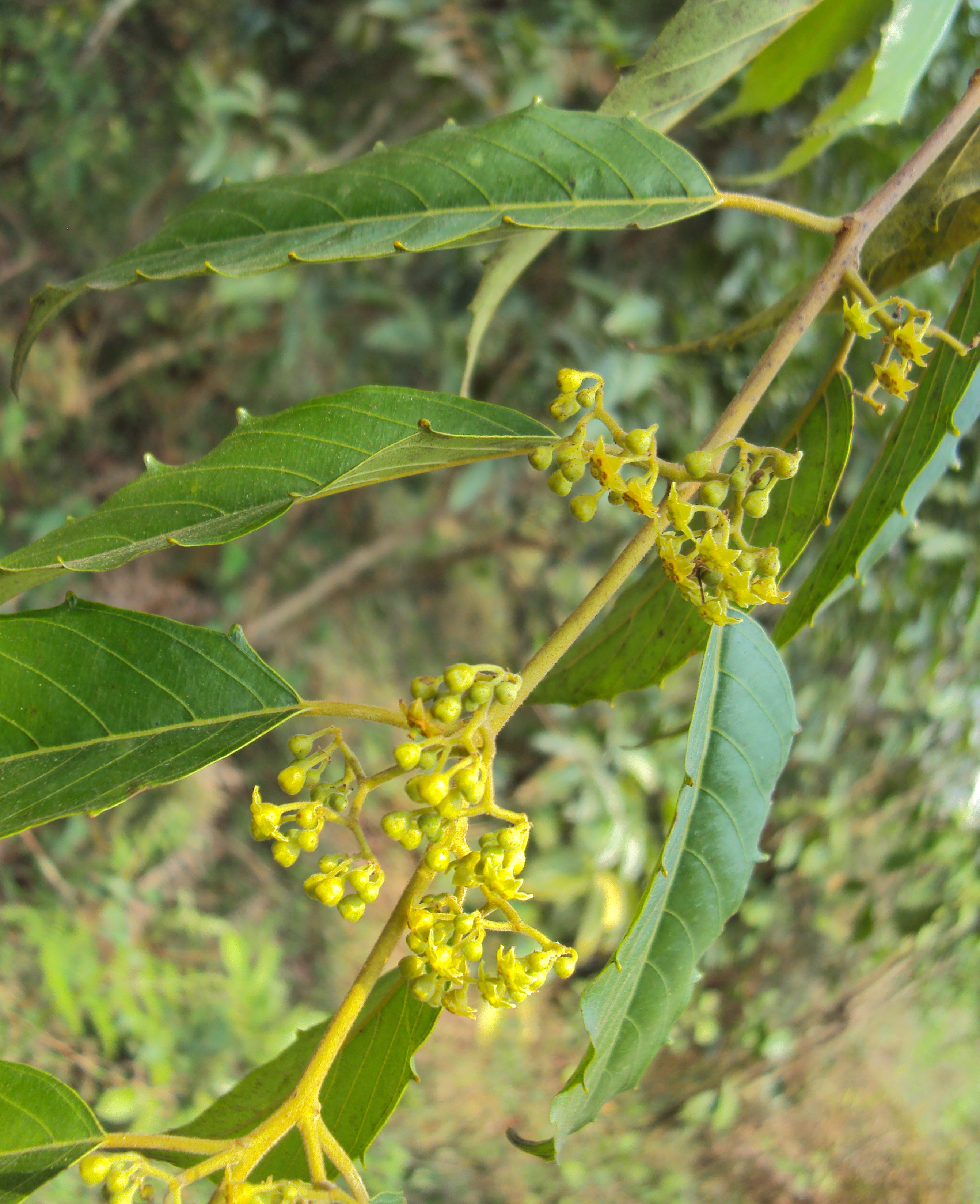